# Transductie (genetica)

Transductie bij een bacterie

Genetische transductie is het overdragen van genen, door virussen, van de ene naar de andere bacterie zonder direct contact tussen de bacteriën zelf.
Transductie is naast transformatie en conjugatie een van de drie mogelijke manieren van genetische uitwisseling tussen bacteriën.

## Algemene transductie
Fagen zijn kleine virussen, die alleen bacteriën infecteren. Het genoom van het overgrote deel van deze bacterie-etende virussen bestaat uit DNA; een van de uitzonderingen hierop vormt het genoom van retrovirussen, dat uit RNA bestaat. Retrovirussen beschikken over een speciaal hulpmiddel om toch in het genoom van de bacterie te worden opgenomen.
De bacteriofaag gaat zich in zijn gastheer vermeerderen, waarbij soms niet alleen het genetische materiaal van de indringer wordt vermeerderd, maar ook een stukje DNA van de bacterie vastgeplakt wordt aan dat van de faag. Bij infectie van een andere bacterie door deze faag wordt ook het DNA-stukje van de andere bacterie opgenomen in het genoom van de nieuw geïnfecteerde bacterie.

## Speciale transductie
Bij deze transductie wordt viraal DNA, provirus of profaag genoemd, in het genoom van de gastheer opgenomen en tegelijkertijd met de celdeling van de gastheer vermenigvuldigd. Op deze wijze kunnen ook nakomelingen van de gastheer besmet zijn met een virus. Op een gegeven moment als de cel beschadigd raakt, kan het stukje DNA zich weer los van het genoom maken en massaal het faag-DNA gaan aanmaken. Het faag-DNA kan soms ook één of enkele genen van de gastheer bevatten en deze zo overbrengen naar een andere bacterie.

### Retrovirus
Retrovirussen hebben een genoom dat bestaat uit twee plus-sense RNA moleculen die al of niet hetzelfde kunnen zijn. In het genoom van het virus zit de genetische code voor het enzym reverse-transcriptase. Met behulp van dit enzym wordt in de gastheercel een complementaire DNA streng gesynthetiseerd.